# Куресоо
Куресоо (эст. Kuresoo; букв. «журавлиное болото») — крупнейший по площади заболоченный регион на территории республики Эстония (уезд Вильяндимаа), а также крупнейший из сохранившихся в Европе торфяников.
Куресоо представляет собой типичное верховое болото. Известно своими дикими орхидеями, а также колониями гнездящихся журавлей и др. птиц.
Общая площадь топей составляет порядка 11 100 гектаров. В 1993 году большая часть топей была передана в ведение заповедника Соомаа.
Распадается на несколько секторов, занимающих междуречья рек Халлисте, Леммйыги и Навести (бассейн р. Пярну). Вытянут с юга на север на 7 километров, с востока на запад на 17 км.
На краю Куресоо имеется отвесный край (8 м в вышину и 100 м в длину), с которого возможен широкий обзор болотистых просторов.